# Funkční bod
Funkční body, též Metoda funkčních bodů, je metoda odhadování pracnosti vývoje software založená na hodnocení jeho složitosti. V angličtině se používá zkratka FP, popřípadě FPA (Functional Point Analysis). Cílem metody je poskytovat objektivní metriku použitelnou pro plánování, řízení vývoje a vyhodnocování software.

## Původ metody a její rozšíření
Základy metody vytvořil Allan J. Albrecht v roce 1979 pro firmu IBM. Metoda byla dále rozpracovávána a existuje i v mnoha dalších odvozených variantách (například Feature Points, MK II a jiné). V současnosti (2015) je tato metodika shrnuta normou ISO/IEC 14143. Metoda je uznávána i mezinárodními organizacemi jako je například OMG (Object Management Group). Mezinárodní organizace IFPUG (INTERNATIONAL FUNCTION POINT USER GROUP) organizuje pravidelně konference na toto téma a mimo jiné také poskytuje několik stupňů certifikace ohledně Metody funkčních bodů.

## Základní princip metody
Metodika patří do skupiny parametrických metrik a je postavena na hodnocení funkčnosti, kterou software obsahuje, nebo bude podle požadavků obsahovat. Hodnocení jen na základě požadavků umožňuje použít metodiku ve všech fázích tvorby software a to včetně fáze plánování vývoje.
Funkční body jsou logickým jednotkami hodnocení. To je zásadní rozdíl ve srovnání s metodami hodnotícími fyzické elementy, jako je například počet řádků kódu. Funkční body jsou pak složeny ze vstupů a výstupů, dotazů, interních dat a dat externích rozhraní.
Základní kroky při použití metody spočívají ve stanovení nebo ve výpočtech:
- typu aplikace (nová, upravovaná, hotová)
- rozsahu a hranic aplikace
- datových funkcí
- transakčních funkcí
- stanovení neupravených funkčních bodů
- vliv obecných charakteristik systému
- upravených funkčních bodů

Ve všech bodech je posuzování prováděno z pohledu koncového uživatele systému.

## Výhody a nevýhody

### Výhody
- Nezáleží na programovacím jazyce a množství kódu.
- Lze použít i u produktů postavených na kombinaci více technologií.
- Hodnocení na základě specifikovaných požadavků.

### Nevýhody
- Vliv subjektivního posuzování.
- Relativně komplikované z pohledu výpočtu.
- Nezohledňuje kvalitu aplikace.
- Absence fyzikálního významu funkčních bodů.